# Jáchym Topol
Jáchym Topol (Prága, 1962. augusztus 4. –) cseh költő, regényíró, zenész és újságíró, aki 2017 októberében a Cseh Állami Irodalmi Díj díjazottja lett Citlivý člověk (Érzékeny ember) című regényéért.

## Élete
Jáchym Topol Prágában, Csehszlovákiában született Josef Topol cseh drámaíró, költő és Shakespeare fordítója, valamint Jiřina Topolová, a híres cseh katolikus író, Karel Schulz lánya gyermekeként.
Topol írása az öccse, Filip által vezetett Psí vojáci rockzenekar dalszövegeivel kezdődött a '70-es évek végén és a '80-as évek elején. 1982-ben társalapítója volt a Violit szamizdat folyóiratnak, 1985-ben pedig a Revolver Revue című szamizdat recenziónak, amely a modern cseh írásokra specializálódott.
Apja disszidálása miatt Topol nem járhatott egyetemre. A gimnázium elvégzése után tűzoltóként, raktárosként, építőmunkásként és szénszállítóként dolgozott. Többször is bebörtönözték rövid időre, mind szamizdat-kiadói tevékenysége, mind a lengyel határon a Lengyel Szolidaritás tagjaival együttműködésben végzett csempészete miatt. Aláírója volt a Charta ’77 emberi jogi nyilatkozatának is.
1988 tavaszán ő lett a Česká děti monarchista ellenzéki kezdeményezés első aktivistája és a szerzője, Petr Placák után a Manifest Návrat krále (A király visszatér) monarchista kiáltvány első aláírója. 1999-ben az Új évezred küszöbén című nyilatkozat egyik aláírója lett, és részt vesz a Babylon diákszövetség által szervezett rendezvényeken.
Az 1989-es csehszlovákiai bársonyos forradalom idején Topol írt az Informační servis független hírlevélbe, amely később a Respekt oknyomozó hetilap lett. 2009 októberétől a Lidové noviny napilap munkatársa volt.
Prágában él feleségével, Barbarával és két lányukkal, Josefínával és Marie-val.

## Művei

### Költészet
- Miluju tě k zbláznění (Őrülten szeretlek; szamizdat, 1988) / Topol első, szamizdatban megjelent verseskötete megkapta a nem hivatalos irodalmi Tom Stoppard-díjat (1983-ban Tom Stoppard[13] alapította, és a stockholmi Charta 77 Alapítvány ítélte oda); Az első nem szamizdat kiadás az Atlantis gondozásában jelent meg 1990-ben.
- V úterý bude válka (Kedden lesz a háború; Edice 13x18, 1992) / Ebből a gyűjteményből öt verse jelent meg Alex Zucker fordításában a Trafika 1994. tavaszi számában: nemzetközi irodalmi szemle.[14]

### Regények
- Sestra (Sister; Atlantis, 1994) / Megkapta az 1995-ös Cena Egona Hostovského-díjat (Egon Hostovský-díjat(wd)), amelyet "egy olyan regényért, amely művészileg meghaladja a standard produkciót" díjazták.
  - Nővérem  – Kalligram, Pozsony, 1998 · ISBN 8071492396 · Fordította: Koloszár Péter
- Anděl (Angel; Hynek, 1995)
  - Angyal  – Kalligram, Pozsony, 2000 · ISBN 8071493430 · Fordította: Koloszár Péter
- Noční práce (Nightwork; Hynek, 2001)
  - Éjszakai munka  – Kalligram, Pozsony, 2004 · ISBN 8071496197 · Fordította: Koloszár Péter
- Kloktat dehet (Gargling tar; Torst, 2005)
  - Kátrány  – Kalligram, Pozsony, 2009 · ISBN 9788081011665 · Fordította: Koloszár Péter
- Chladnou zemí (Through a chilly land; Torst, 2009)
  - Az Ördög műhelye  – Kalligram, Pozsony, 2011 · ISBN 9788081014505 · Fordította: Koloszár Péter
- Citlivý člověk (Sensitive Man; Torst, 2017)

### Elbeszélések
- Výlet k nádražní hale (Kirándulás a vasútállomásra, Edice Slza, 1994) / English translation Alex Zucker(wd)[15]: A Trip to the Train Station (Petrov, 1995; Albatros Plus, 2011; Czech-English bilingual edition)

### Novellák és színdarabok
- Zlatá hlava (Arany fej; Torst, 2005)
- Supermarket sovětských hrdinů (A szovjet hősök áruháza; Torst, 2007)
- A Little Honey, full text (The Short Story Project)

### Irodalmi tudósítások
- Zabitý idol Václav Švéda (A meggyilkolt bálvány Václav Švéda(wd)[16]; Respekt Special IV/2015) 
/ English translation Anthony Bartos: Václav Švéda, the murdered idol (cardandcube, 2023)

### Fordítások
- Trnová dívka (Thorn girl; Hynek, 1997) / Indián legendák és mítoszok gyűjteménye, amelyet Topol válogatott és fordított angolból cseh nyelvre

### Dalszövegek
- Psí vojáci(wd)[9]: Sestra: Jáchym Topol & Psí Vojáci (1994)[17]
- Monika Načeva(wd)[18]: Možnosti tu sou (A lehetőségek adottak; 1994)[19][20]
- Monika Načeva: Nebe je rudý (Vörös az ég; 1996)[19][20]
- Monika Načeva: Mimoid (Különc; 1998)[19][20]

### Filmek
- Anděl Exit (Angyal kijárat; 2000), rendezte: Vladimír Michálek(wd)[21]; forgatókönyvíró: Vladimír Michálek és Jáchym Topol.[22]
- Sestra (Nővér; 2008), rendezte: Vít Pancíř(wd); forgatókönyv: Vít Pancíř Jáchym Topol regénye alapján; zene: Psí vojáci.[9][23]

### Egyéb
- Nemůžu se zastavit (Nem tudok megállni; Portál, 2000) / Tomáš Weiss könyves interjúja Topollal[24][25]

## Díjai
- 1995 – Egon Hostovský Prize for City Sister Silver
- 2010 – Jaroslav Seifert Prize for The Devil's Workshop
- 2015 – Vilenica Prize(wd)[26][27]
- 2017 – Czech State Award for Literature a Sensitive Man-ért és az életműért

## Fordítás
- Ez a szócikk részben vagy egészben  a   Jáchym Topol című angol Wikipédia-szócikk fordításán alapul.  Az eredeti cikk szerkesztőit annak laptörténete sorolja fel. Ez a jelzés csupán a megfogalmazás eredetét és a szerzői jogokat jelzi, nem szolgál a cikkben szereplő információk forrásmegjelöléseként.